# Agelanthus kayseri
Agelanthus kayseri é uma espécie de planta hemiparasita da família Loranthaceae, nativa do Quénia, Tanzânia e Somália.

## Descrição
Uma descrição da planta é dada em Govaerts et al.

## Habitat / ecologia
A. kayseri é encontrada em florestas costeiras e manguezais, estendendo-se para o interior ao longo dos rios, comummente em Dobera, Salvadora ou manguezais, com base em Polhill & Wiens.